# Limnichoderus excelsus
Limnichoderus excelsus is een keversoort uit de familie dwergpilkevers (Limnichidae). De wetenschappelijke naam van de soort werd in 1993 gepubliceerd door David P. Wooldridge.